# بوراک اوزچیویت
بوراک اوزچیویت (به ترکی (Burak özçivit)، زادهٔ ۲۴ دسامبر ۱۹۸۴، هنرپیشه و مدل پیشین اهل ترکیه است. بیشتر برای بازی در نقش‌هایش در چکاوک (۲۰۱۳)، عشق سیاه (۲۰۱۵) و سریال داستان تاریخی و ماجراجویی قیام عثمان (۲۰۱۹) در نقش عثمان یکم یا عثمان غازی  شناخته شده‌است.در طول دوران بازیگری او، دریافت‌کنندهٔ جوایز متعددی بوده‌است.

## زندگی شغلی

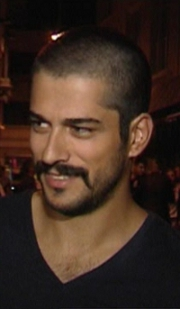
تصویر بوراک اوزچیویت هنرپیشه اهل ترکیه

او در رشتهٔ عکاسی تحصیل کرده و در سال ۲۰۰۳ با شرکت در مسابقهٔ بهترین مدل ترکیه (Best Model Of Turkey) به عنوان مدلی که امید بخش آینده‌ای درخشان است، انتخاب شد. سپس کار خود را با آژانس مدلینگ بسیار معروفی آغاز کرد و در این راه قدم نهاد. بوراک همچنین در سال ۲۰۰۵ نیز بار دیگر در این مسابقه شرکت کرده و مقام نخست را به خود اختصاص داد.
او پس از کسب عنوان Best Model Of Turkey در سال ۲۰۰۵ به Best Model Of The World (بهترین مدل دنیا) راه پیدا کرد و مقام دوم جهان را از آن خود کرد. به دنبال آن بوراک در سریال‌های بسیاری به عنوان نقش اصلی ایفای نقش کرده و تجربهٔ کار سینما نیز دارد. او در سال ۲۰۱۱ تا ۲۰۱۳ با حضور در سریال حریم سلطان به عنوان شخصیت مالکوچ اوغلو یا همان بالی‌خان به شهرت خود افزود. پس از آن نیز به همراه همسرش فخریه اوجن در سریال چکاوک که سناریویی الهام گرفته شده از یک رمان قدیمی دارد، به عنوان نقش اصلی هنرنمایی کرد.
وی پس از چکاوک باری دیگر به همراه فخریه در فیلم سینمایی عشق شبیه توست همبازی شد و پس از آن در سریال پربینندهٔ عشق سیاه به ایفای نقش پرداخت. همچنین پس از فیلم سینمایی عشق شبیه توست که نخستین تجربهٔ تهیه‌کنندگی او نیز به‌شمار می‌رود، در فیلم سینمایی برادر من به همراه مراد بز و آصلی انور ایفای نقش کرد.

## زندگی شخصی
بوراک اوزچیویت در تاریخ ۹ مارس ۲۰۱۷ در آلمان با فخریه اوجن نامزد شد و در تاریخ ۲۹ ژوئن ۲۰۱۷ در استانبول با او ازدواج کرد. فرزند اولشان به نام کاران در روز ۱۳ آوریل ۲۰۱۹ و فرزند دومشان به نام کَر‌َم در ۱۸ ژانویه ۲۰۲۳ متولد شد.
مه لقا جابری مدل و اینفلوسر ایرانی یکبار در اینستاگرام در کامنت برای بوراک نوشت "دوستت دارم" و بوراک اوزچیوت در جواب مه لقا جابری را بلاک کرد!   این اتفاق جنجال و حاشیه های زیادی در فضای مجازی ایران و ترکیه درست کرد.

## فیلم‌شناسی
| سینما     | سینما         | سینما                 |
| سال       | عنوان         | نقش                   |
| --------- | ------------- | --------------------- |
| ۲۰۰۷      | مسلط          | سوات                  |
| ۲۰۱۳      | زرافه         | حسن (صدای دوبله ترکی) |
| ۲۰۱۵      | عشق شبیه توست | بالیکچی علی           |
| ۲۰۱۶      | برادر من      | هاکان                 |
| ۲۰۱۷      | برادر من ۲    | هاکان                 |
| ۲۰۱۸      | جان فدا       | کاپیتان آلپ‌ارسلان     |
| تلویزیون  |               |                       |
| سال       | عنوان         | نقش                   |
| ۲۰۰۶      | کمتر از ۱۸    | مورات                 |
| ۲۰۰۷      | همسر اجباری   | عمر اوزپلات           |
| ۲۰۰۸–۲۰۰۹ | کوره پدر      | گوون                  |
| ۲۰۱۰      | خیانت         | امیر                  |
| ۲۰۱۰–۲۰۱۱ | رازهای کوچک   | چتین آتشوغلو          |
| ۲۰۱۱–۲۰۱۳ | حریم سلطان    | مالکوچوغلو بالی خان   |
| ۲۰۱۳–۲۰۱۴ | چکاوک         | کامران                |
| ۲۰۱۵–۲۰۱۷ | عشق سیاه      | کمال سویدره           |
| ۲۰۱۹–۲۰۲۵ | مؤسس عثمان    | عثمان یکم             |